# Bathystyeloides laubieri
Bathystyeloides laubieri är en sjöpungsart som beskrevs av Monniot 1974. Bathystyeloides laubieri ingår i släktet Bathystyeloides och familjen Styelidae. Inga underarter finns listade.